# Danh sách đĩa nhạc của Ariana Grande
Ca sĩ người Mỹ Ariana Grande đã phát hành năm album phòng thu, một album tuyển tập, một album trực tiếp, một album phối lại, hai đĩa mở rộng (EP), 48 đĩa đơn (với 14 dưới tên nghệ sĩ hợp tác), bảy đĩa đơn quảng bá và 40 video âm nhạc. Sau khi kí hợp đồng với Republic Records, Grande cho phát hành đĩa đơn đầu tay "Put Your Hearts Up" vào tháng 12 năm 2011.
Tháng 4 năm 2013, Grande lần đầu xuất hiện trên các bảng xếp hạng với "The Way" hợp tác vơi Mac Miller, đạt vị trí thứ 9 trên Billboard Hot 100 tại Mỹ. Album đầu tay của cô, Yours Truly, đạt top 10 ở nhiều quốc gia, đạt vị trí quán quân trên bảng xếp hạng Billboard 200, và được chứng nhận Bạch kim tại Mỹ từ Hiệp hội Công nghiệp thu âm Hoa Kỳ (RIAA). Album còn có hai đĩa đơn nữa trong năm 2013: "Baby I" và "Right There", trong đó bài hát được nhắc đến trước đạt vị trí thứ 6 tại Nhật Bản. Tháng 12 năm 2013, Grande phát hành đĩa mở rộng đầu tay, Christmas Kisses, với bốn bài hát mang âm hưởng Giáng sinh. EP được phát hành lại 1 năm sau đó với một bài hát bổ sung, đĩa đơn Giáng sinh của Grande "Santa Tell Me".
Grande phát hành album phòng thu thứ hai của mình, My Everything, vào tháng 8 năm 2014. Album trở thành quán quân thứ hai liên tiếp của cô trên bảng xếp hạng Billboard 200. Đĩa đơn mở đường của album, "Problem", trở thành một bản hit trên toàn cầu, lọt top 10 của hầu hết các bảng xếp hạng lớn trên thế giới, bao gồm vị trí á quân tại Hoa Kỳ và quán quân tại Anh. Hai đĩa đơn tiếp theo từ album, "Break Free" và "Bang Bang", cũng đạt được thành công trên toàn cầu, và như "Problem", đều đạt top 5 tại Mỹ. Ba đĩa đơn liên tiếp đạt top 10 của Billboard Hot 100, giúp Grande trở thành người đầu tiên đạt được điều này. "Bang Bang" cũng đạt vị trí quán quân tại Vương quốc Anh. Đĩa đơn thứ tư và thứ năm từ album, "Love Me Harder" và "One Last Time", lần lươt đạt vị trí thứ 7 và 13 tại Mỹ,, giúp cô trở thành nghệ sĩ duy nhất có 4 top 10 trên Billboard Hot 100 năm 2014. Tất cả các đĩa đơn từ My Everything được chứng nhận Bạch kim hoặc cao hơn bởi RIAA, trong khi album đạt chứng nhận 2x Bạch kim. Tháng 6 năm 2015, Grande phát hành album phối lại đầu tiên, có tên The Remix, độc quyền tại Nhật Bản, với các bài hát từ hai album đầu tay của cô.
Album phòng thu thứ ba của Grande, Dangerous Woman, được phát hành tháng 5 năm 2016. Album đạt vị trí thứ hai tại Hoa Kỳ và đạt quán quân tại Vương quốc Anh, Italia và 11 nước khác. Đĩa đơn mở đường cùng tên mở đầu tại vị trí số 10 trên Billboard Hot 100, giúp cô trở thành nghệ sĩ đầu tiên và duy nhất mở đầu ba đĩa đơn mở đường cho ba album đầu tay trong top 10. Hai đĩa đơn tiếp theo, "Into You" và "Side to Side", đều đạt thành công thương mại, với việc cả hai cùng lọt top 20 tại Hoa Kỳ và Vương quốc Anh. Tháng 2 năm 2017, Grande cùng John Legend đã hát lại "Beauty and the Beast" cho bộ phim chuyển thể người đóng cùng tên năm 2017. Bài hát đạt vị trí thứ 10 tại Nhật Bản, và được chứng nhận Vàng bởi Hiệp hội Công nghiệp ghi âm Nhật Bản (RIAJ). "No Tears Left to Cry", đĩa đơn mở đường cho album phòng thu thứ tư của Grande, Sweetener (2018), đạt vị trí quán quân tại Úc và Na Uy cũng như top 3 tại Hoa Kỳ. Album phòng thu thứ năm của Grande Thank U, Next được phát hành tháng 2 năm 2019. Đĩa đơn mở đường cùng tên mở màn tại vị trí quán quân ở cả Hoa Kỳ và Vương quốc Anh. Hai đĩa đơn tiếp theo, "7 Rings" và "Break Up with Your Girlfriend, I'm Bored" lần lượt mở đầu tại vị trí số 1 và 2 tại Hoa Kỳ, và đạt vị trí quán quân tại Vương quốc Anh.

## Album

### Album phòng thu
| Tựa đề                                                                                         | Chi tiết | Vị trí xếp hạng cao nhất | Vị trí xếp hạng cao nhất | Vị trí xếp hạng cao nhất | Vị trí xếp hạng cao nhất | Vị trí xếp hạng cao nhất | Vị trí xếp hạng cao nhất | Vị trí xếp hạng cao nhất | Vị trí xếp hạng cao nhất | Vị trí xếp hạng cao nhất | Vị trí xếp hạng cao nhất | Doanh số                                                              | Chứng nhận |
| Tựa đề                                                                                         | Chi tiết | Mỹ                       | Úc                       | Canada                   | Đan Mạch                 | Ý                        | Nhật Bản                 | Hà Lan                   | New Zealand              | Thụy Điển                | L.H. Anh                 | Doanh số                                                              | Chứng nhận |
| ---------------------------------------------------------------------------------------------- | --- | ------------------------ | ------------------------ | ------------------------ | ------------------------ | ------------------------ | ------------------------ | ------------------------ | ------------------------ | ------------------------ | ------------------------ | --------------------------------------------------------------------- | --- |
| Yours Truly                                                                                    | - Phát hành: 30 tháng 8 năm 2013 (VAR) - Hãng đĩa: Republic - Định dạng: Đĩa than, CD, kỹ thuật số           | 1                        | 6                        | 2                        | 10                       | —                        | 3                        | 5                        | 11                       | —                        | 7                        | - Mỹ: 615,000 - Nhật Bản: 125,000                                     | - Mỹ: Bạch kim - L.H. Anh: Vàng - Canada: Vàng - Nhật Bản: Vàng |
| My Everything                                                                                  | - Phát hành: 25 tháng 8 năm 2014 (VAR) - Hãng đĩa: Republic - Định dạng: Đĩa than, CD, kỹ thuật số           | 1                        | 1                        | 1                        | 2                        | 4                        | 3                        | 3                        | 3                        | 2                        | 3                        | - Mỹ: 759,000 - Nhật Bản: 181,000 - L.H. Anh: 219,564                 | - Mỹ: 2× Bạch kim - Úc: Bạch kim - L.H. Anh: Bạch kim - Ý: Bạch kim - Thụy Điển: Bạch kim - Đan Mạch: Bạch kim - Hà Lan: Bạch kim - Canada: 3× Bạch kim - Nhật Bản: Bạch kim |
| Dangerous Woman                                                                                | - Phát hành: 20 tháng 5 năm 2016 (VAR) - Hãng đĩa: Republic - Định dạng: Đĩa than, CD, kỹ thuật số           | 2                        | 1                        | 2                        | 5                        | 1                        | 2                        | 1                        | 1                        | 4                        | 1                        | - Mỹ: 429,000 - Canada: 36,462 - L.H. Anh: 136,812                    | - Mỹ: Bạch kim - L.H. Anh: Bạch kim - Ý: Bạch kim - Thụy Điển: Vàng - Đan Mạch: Bạch kim - Canada: 2× Bạch kim - Nhật Bản: Vàng                                              |
| Sweetener                                                                                      | - Phát hành: 17 tháng 8 năm 2018 (VAR) - Hãng đĩa: Republic - Định dạng: Đĩa than, CD, kỹ thuật số, cassette | 1                        | 1                        | 1                        | 2                        | 1                        | 5                        | 1                        | 1                        | 1                        | 1                        | - Mỹ: 321,000 - Nhật Bản: 28,029                                      | - Mỹ: Bạch kim - Úc: Bạch kim - L.H. Anh: Bạch kim - Ý: Vàng - Thụy Điển: Vàng - Đan Mạch: Bạch kim - Canada: Bạch kim - New Zealand: Bạch kim                               |
| Thank U, Next                                                                                  | - Phát hành: 8 tháng 2 năm 2019 (VAR) - Hãng đĩa: Republic - Định dạng: Đĩa than, CD, kỹ thuật số, cassette  | 1                        | 1                        | 1                        | 1                        | 2                        | 12                       | 2                        | 1                        | 1                        | 1                        | - Mỹ: 302,000 - Canada: 25,000 - Nhật Bản: 14,483 - L.H. Anh: 118,279 | - Mỹ: 2× Bạch kim - Úc: Bạch kim - L.H. Anh: Bạch kim - Ý: Vàng - Thụy Điển: Vàng - Đan Mạch: Bạch kim - New Zealand: 2× Bạch kim                                            |
| Positions                                                                                      | - Phát hành: 30 tháng 10 năm 2020(VAR) - Hãng đĩa: Republic - Định dạng: Đĩa than, CD, kỹ thuật số, cassette | 1                        | 2                        | 1                        | 2                        | 8                        |                          |                          | 1                        |                          | 1                        |                                                                       | |
| "—" biểu thị album không được phát hành hoặc không có mặt trên bảng xếp hạng tại quốc gia này. | |                          |                          |                          |                          |                          |                          |                          |                          |                          |                          |                                                                       | |

### Album trực tiếp
| Tựa đề                   | Chi tiết                                                                                   | Vị trí xếp hạng cao nhất | Vị trí xếp hạng cao nhất | Vị trí xếp hạng cao nhất | Doanh số    |
| Tựa đề                   | Chi tiết                                                                                   | Mỹ                       | Hà Lan                   | Thụy Sĩ                  | Doanh số    |
| ------------------------ | ------------------------------------------------------------------------------------------ | ------------------------ | ------------------------ | ------------------------ | ----------- |
| K Bye for Now (SWT Live) | - Phát hành: 23 tháng 12 năm 2019 - Hãng đĩa: Republic - Định dạng: Streaming, kỹ thuật số | 97                       | 57                       | 93                       | - Mỹ: 4,000 |

### Album tuyển tập
| Tựa đề   | Chi tiết | Vị trí xếp hạng cao nhất | Doanh số           |
| Tựa đề   | Chi tiết | Nhật Bản                 | Doanh số           |
| -------- | --- | ------------------------ | ------------------ |
| The Best | - Phát hành: 27 tháng 9 năm 2017 (JPN only) - Hãng đĩa: Universal Music Japan - Định dạng: Blu-ray, CD, kỹ thuật số | 2                        | - Nhật Bản: 23,083 |

### Album phối lại
| Tựa đề    | Chi tiết                                                                                                   | Vị trí xếp hạng cao nhất | Doanh số          |
| Tựa đề    | Chi tiết                                                                                                   | Nhật Bản                 | Doanh số          |
| --------- | --- | ------------------------ | ----------------- |
| The Remix | - Phát hành: 25 tháng 5 năm 2015 (JPN only) - Hãng đĩa: Universal Music Japan - Định dạng: CD, kỹ thuật số | 32                       | - Nhật Bản: 1,542 |

## Đĩa mở rộng
| Tựa đề                                                                                         | Chi tiết                                                                                            | Vị trí xếp hạng cao nhất | Vị trí xếp hạng cao nhất | Vị trí xếp hạng cao nhất | Vị trí xếp hạng cao nhất | Vị trí xếp hạng cao nhất | Vị trí xếp hạng cao nhất | Doanh số     |
| Tựa đề                                                                                         | Chi tiết                                                                                            | Mỹ                       | Mỹ Holiday               | Úc                       | Canada                   | Nhật Bản                 | Thụy Điển                | Doanh số     |
| ---------------------------------------------------------------------------------------------- | --------------------------------------------------------------------------------------------------- | ------------------------ | ------------------------ | ------------------------ | ------------------------ | ------------------------ | ------------------------ | ------------ |
| Christmas Kisses                                                                               | - Phát hành: 13 tháng 12 năm 2013 (UK) - Hãng đĩa: Republic - Định dạng: Kỹ thuật số, CD            | —                        | 42                       | —                        | —                        | 25                       | —                        | - Mỹ: 68,871 |
| Christmas & Chill                                                                              | - Phát hành: 18 tháng 12 năm 2015 (VAR) - Hãng đĩa: Republic - Định dạng: Kỹ thuật số, CD, đĩa than | 34                       | 3                        | 49                       | 43                       | 47                       | 30                       | - Mỹ: 52,000 |
| "—" biểu thị album không được phát hành hoặc không có mặt trên bảng xếp hạng tại quốc gia này. | |                          |                          |                          |                          |                          |                          |              |

## Đĩa đơn

### Hát chính
| Tựa đề                                                                                           | Năm  | Vị trí xếp hạng cao nhất | Vị trí xếp hạng cao nhất | Vị trí xếp hạng cao nhất | Vị trí xếp hạng cao nhất | Vị trí xếp hạng cao nhất | Vị trí xếp hạng cao nhất | Vị trí xếp hạng cao nhất | Vị trí xếp hạng cao nhất | Vị trí xếp hạng cao nhất | Vị trí xếp hạng cao nhất | Doanh số                                         | Chứng nhận | Album                         |
| Tựa đề                                                                                           | Năm  | Mỹ                       | Úc                       | Canada                   | Đan Mạch                 | Đức                      | Ý                        | NLD                      | NZ                       | SWE                      | UK                       | Doanh số                                         | Chứng nhận | Album                         |
| ------------------------------------------------------------------------------------------------ | ---- | ------------------------ | ------------------------ | ------------------------ | ------------------------ | ------------------------ | ------------------------ | ------------------------ | ------------------------ | ------------------------ | ------------------------ | ------------------------------------------------ | --- | ----------------------------- |
| "Put Your Hearts Up"                                                                             | 2011 | —                        | —                        | —                        | —                        | —                        | —                        | —                        | —                        | —                        | —                        | - Mỹ: 120,000                                    | - Mỹ: Vàng | Đĩa đơn không album           |
| "The Way" (hợp tác với Mac Miller)                                                               | 2013 | 9                        | 37                       | 33                       | —                        | —                        | —                        | 22                       | 31                       | —                        | 41                       | - Mỹ: 2,400,000                                  | - Mỹ: 3× Bạch kim - Úc: Vàng - L.H. Anh: Bạc - Canada: Bạch kim | Yours Truly                   |
| "Baby I"                                                                                         | 2013 | 21                       | 67                       | 57                       | —                        | —                        | —                        | 39                       | —                        | —                        | 145                      |                                                  | - Mỹ: Bạch kim | Yours Truly                   |
| "Right There" (hợp tác với Big Sean)                                                             | 2013 | 84                       | 51                       | —                        | —                        | —                        | —                        | —                        | —                        | —                        | 113                      |                                                  | - Mỹ: Vàng | Yours Truly                   |
| "Last Christmas"                                                                                 | 2013 | 96                       | —                        | —                        | —                        | —                        | 73                       | 59                       | —                        | —                        | 92                       |                                                  | | Christmas Kisses              |
| "Love Is Everything"                                                                             | 2013 | —                        | —                        | —                        | —                        | —                        | —                        | 89                       | —                        | —                        | 132                      |                                                  | | Christmas Kisses              |
| "Snow in California"                                                                             | 2013 | —                        | —                        | —                        | —                        | —                        | —                        | 93                       | —                        | —                        | 151                      |                                                  | | Christmas Kisses              |
| "Santa Baby" (hợp tác với Liz Gillies)                                                           | 2013 | —                        | 77                       | —                        | —                        | —                        | —                        | 53                       | —                        | —                        | 155                      |                                                  | | Christmas Kisses              |
| "Problem" (hợp tác với Iggy Azalea)                                                              | 2014 | 2                        | 2                        | 3                        | 5                        | 19                       | 12                       | 10                       | 1                        | 5                        | 1                        | - Mỹ: 3,700,000 - Pháp: 36,600                   | - Mỹ: 6× Bạch kim - Úc: 5× Bạch kim - L.H. Anh: Bạch kim - Đức: Bạch kim - Ý: 2× Bạch kim - Thụy Điển: 3× Bạch kim - Đan Mạch: 2× Bạch kim - Canada: 4× Bạch kim - Hà Lan: 2× Bạch kim - New Zealand: Bạch kim | My Everything                 |
| "Break Free" (hợp tác với Zedd)                                                                  | 2014 | 4                        | 3                        | 5                        | 19                       | 12                       | 16                       | 6                        | 5                        | 6                        | 16                       | - Mỹ: 1,900,000                                  | - Mỹ: 3× Bạch kim - Úc: 4× Bạch kim - L.H. Anh: Bạch kim - Đức: Vàng - Ý: 2× Bạch kim - Thụy Điển: 4× Bạch kim - Đan Mạch: Bạch kim - Canada: 3× Bạch kim - Hà Lan: 2× Bạch kim - New Zealand: Vàng            | My Everything                 |
| "Bang Bang" (với Jessie J và Nicki Minaj)                                                        | 2014 | 3                        | 4                        | 3                        | 10                       | 13                       | 24                       | 7                        | 4                        | 15                       | 1                        | - Mỹ: 3,500,000 - L.H. Anh: 554,197              | - Mỹ: 6× Bạch kim - Úc: 3× Bạch kim - L.H. Anh: 2× Bạch kim - Đức: Bạch kim - Ý: 2× Bạch kim - Thụy Điển: 2× Bạch kim - Đan Mạch: Bạch kim - Canada: 5× Bạch kim - New Zealand: 2× Bạch kim                    | My Everything và Sweet Talker |
| "Love Me Harder" (với The Weeknd)                                                                | 2014 | 7                        | 19                       | 10                       | 18                       | 35                       | 17                       | 12                       | 28                       | 26                       | 48                       | - Mỹ: 1,300,000                                  | - Mỹ: 3× Bạch kim - Úc: 2× Bạch kim - L.H. Anh: Vàng - Ý: Bạch kim - Thụy Điển: Bạch kim - Đan Mạch: Bạch kim - Canada: 2× Bạch kim                                                                            | My Everything                 |
| "Brand New You"                                                                                  | 2014 | —                        | —                        | —                        | —                        | —                        | —                        | —                        | —                        | —                        | —                        |                                                  | | 13 – The Musical              |
| "Santa Tell Me"                                                                                  | 2014 | 42                       | 17                       | 18                       | 4                        | 11                       | 32                       | 6                        | 17                       | 4                        | 13                       |                                                  | - L.H. Anh: Bạch kim - Ý: Vàng - Đan Mạch: Bạch kim - New Zealand: Vàng | Christmas Kisses              |
| "One Last Time"                                                                                  | 2015 | 13                       | 15                       | 12                       | 19                       | 60                       | 6                        | 11                       | 22                       | 22                       | 2                        | - Mỹ: 918,000 - Pháp: 37,600 - L.H. Anh: 419,000 | - Mỹ: Bạch kim - Úc: 3× Bạch kim - L.H. Anh: 2× Bạch kim - Đức: Vàng - Ý: 3× Bạch kim - Thụy Điển: 2× Bạch kim - Đan Mạch: Bạch kim - Canada: 2× Bạch kim                                                      | My Everything                 |
| "E Più Ti Penso" (với Andrea Bocelli)                                                            | 2015 | —                        | —                        | —                        | —                        | —                        | —                        | —                        | —                        | —                        | —                        |                                                  | | Cinema                        |
| "Focus"                                                                                          | 2015 | 7                        | 10                       | 8                        | 30                       | 18                       | 8                        | 9                        | 16                       | 14                       | 10                       | - Mỹ: 490,000                                    | - Mỹ: Bạch kim - Úc: Bạch kim - L.H. Anh: Bạc - Ý: Bạch kim - Thụy Điển: Bạch kim - Canada: Vàng | Dangerous Woman               |
| "Dangerous Woman"                                                                                | 2016 | 8                        | 18                       | 10                       | 31                       | 30                       | 19                       | 21                       | 16                       | 30                       | 17                       | - Mỹ: 1,150,000                                  | - Mỹ: 3× Bạch kim - Úc: 2× Bạch kim - L.H. Anh: Bạch kim - Đức: Vàng - Ý: Bạch kim - Thụy Điển: Bạch kim - Đan Mạch: Vàng - Canada: 3× Bạch kim - New Zealand: Bạch kim                                        | Dangerous Woman               |
| "Into You"                                                                                       | 2016 | 13                       | 11                       | 13                       | 30                       | 49                       | 29                       | 21                       | 9                        | 31                       | 14                       | - Mỹ: 792,000                                    | - Mỹ: 3× Bạch kim - Úc: 3× Bạch kim - L.H. Anh: 2× Bạch kim - Đức: Vàng - Ý: 2× Bạch kim - Thụy Điển: 2× Bạch kim - Đan Mạch: Bạch kim - Canada: 4× Bạch kim - New Zealand: Vàng                               | Dangerous Woman               |
| "Side to Side" (hợp tác với Nicki Minaj)                                                         | 2016 | 4                        | 3                        | 4                        | 13                       | 24                       | 28                       | 11                       | 2                        | 13                       | 4                        | - Mỹ: 1,170,000                                  | - Mỹ: 4× Bạch kim - Úc: 5× Bạch kim - L.H. Anh: 2× Bạch kim - Đức: Bạch kim - Ý: 2× Bạch kim - Thụy Điển: Bạch kim - Đan Mạch: Bạch kim - Canada: 5× Bạch kim - New Zealand: Bạch kim                          | Dangerous Woman               |
| "Jason's Song (Gave It Away)"                                                                    | 2016 | —                        | —                        | —                        | —                        | —                        | —                        | —                        | —                        | —                        | —                        |                                                  | | Dangerous Woman               |
| "Everyday" (hợp tác với Future)                                                                  | 2017 | 55                       | 96                       | 54                       | —                        | —                        | —                        | —                        | —                        | —                        | 123                      |                                                  | - Mỹ: Bạch kim - Úc: Vàng - L.H. Anh: Bạc - Canada: Bạch kim | Dangerous Woman               |
| "Beauty and the Beast" (với John Legend)                                                         | 2017 | 87                       | 64                       | 70                       | —                        | —                        | —                        | —                        | —                        | —                        | 52                       |                                                  | - Mỹ: Vàng - L.H. Anh: Bạc | Beauty and the Beast          |
| "Somewhere Over the Rainbow"                                                                     | 2017 | —                        | —                        | —                        | —                        | —                        | —                        | —                        | —                        | —                        | 60                       |                                                  | | Đĩa đơn không album           |
| "No Tears Left to Cry"                                                                           | 2018 | 3                        | 1                        | 2                        | 6                        | 2                        | 6                        | 4                        | 4                        | 10                       | 2                        | - Mỹ: 532,000 - Pháp: 15,700                     | - Mỹ: 3× Bạch kim - Úc: 2× Bạch kim - L.H. Anh: 2× Bạch kim - Đức: Vàng - Ý: Bạch kim - Thụy Điển: Bạch kim - Đan Mạch: Bạch kim - Canada: 3× Bạch kim - New Zealand: Bạch kim                                 | Sweetener                     |
| "God Is a Woman"                                                                                 | 2018 | 8                        | 5                        | 5                        | 17                       | 20                       | 27                       | 19                       | 5                        | 12                       | 4                        | - Mỹ: 58,000                                     | - Mỹ: 2× Bạch kim - Úc: Bạch kim - L.H. Anh: Bạch kim - Ý: Vàng - Đan Mạch: Vàng - Canada: 2× Bạch kim - New Zealand: Vàng                                                                                     | Sweetener                     |
| "Breathin"                                                                                       | 2018 | 12                       | 8                        | 15                       | 19                       | 35                       | 33                       | 23                       | 11                       | 13                       | 8                        |                                                  | - Úc: Bạch kim - L.H. Anh: Vàng - Đan Mạch: Vàng - Canada: Bạch kim - New Zealand: Vàng | Sweetener                     |
| "Thank U, Next"                                                                                  | 2018 | 1                        | 1                        | 1                        | 3                        | 13                       | 24                       | 3                        | 1                        | 3                        | 1                        | - Mỹ: 299,000                                    | - Mỹ: 5× Bạch kim - Úc: 2× Bạch kim - L.H. Anh: 2× Bạch kim - Đức: Vàng - Ý: Bạch kim - Đan Mạch: Bạch kim - Canada: 5× Bạch kim - New Zealand: 2× Bạch kim                                                    | Thank U, Next                 |
| "7 Rings"                                                                                        | 2019 | 1                        | 1                        | 1                        | 2                        | 4                        | 5                        | 4                        | 1                        | 1                        | 1                        | - Mỹ: 476,000 - Canada: 57,000                   | - Mỹ: 5× Bạch kim - Úc: Bạch kim - L.H. Anh: Bạch kim - Đức: Vàng - Ý: Bạch kim - Đan Mạch: Bạch kim - Canada: 4× Bạch kim - New Zealand: Bạch kim                                                             | Thank U, Next                 |
| "Break Up with Your Girlfriend, I'm Bored"                                                       | 2019 | 2                        | 2                        | 2                        | 4                        | 8                        | 35                       | 11                       | 1                        | 6                        | 1                        | - Mỹ: 52,000                                     | - Mỹ: 3× Bạch kim - Úc: Bạch kim - L.H. Anh: Bạch kim - Ý: Vàng - Đan Mạch: Vàng - Canada: 3× Bạch kim - New Zealand: Bạch kim                                                                                 | Thank U, Next                 |
| "Monopoly" (với Victoria Monét)                                                                  | 2019 | 69                       | 21                       | 38                       | —                        | 98                       | —                        | —                        | —                        | 76                       | 23                       |                                                  | - Canada: Vàng | Thank U, Next                 |
| "Boyfriend" (với Social House)                                                                   | 2019 | 8                        | 4                        | 5                        | 20                       | 23                       | 57                       | 30                       | 4                        | 18                       | 4                        |                                                  | - Mỹ: Bạch kim - Úc: Vàng - L.H. Anh: Bạc - Canada: Bạch kim - New Zealand: Vàng | Everything Changed...         |
| "Don't Call Me Angel" (với Miley Cyrus và Lana Del Rey)                                          | 2019 | 13                       | 4                        | 7                        | 22                       | 11                       | 39                       | 27                       | 6                        | 25                       | 2                        |                                                  | - Úc: Vàng - L.H. Anh: Bạc - Canada: Vàng | Charlie's Angels              |
| "Stuck with U" (với Justin Bieber)                                                               | 2020 | 1                        | 3                        | 1                        | 5                        | 19                       | 23                       | 3                        | 1                        | 8                        | 4                        | - Mỹ: 137,000                                    | - Úc: Vàng - L.H. Anh: Bạc - Canada: Vàng - New Zealand: Vàng | Đĩa đơn không album           |
| "Rain on Me" (với Lady Gaga)                                                                     | 2020 | 1                        | 2                        | 1                        | 14                       | 9                        | 5                        | 9                        | 2                        | 8                        | 1                        | - Mỹ: 98,000                                     | - L.H. Anh: Bạc - Canada: Vàng | Chromatica                    |
| "Positions"                                                                                      | 2020 |                          |                          |                          |                          |                          |                          |                          |                          |                          |                          |                                                  | |                               |
| "34+35" (hợp tác với Doja Cat và Megan Thee Stallion)                                            | 2020 |                          |                          |                          |                          |                          |                          |                          |                          |                          |                          |                                                  | |                               |
| "POV"                                                                                            | 2021 |                          |                          |                          |                          |                          |                          |                          |                          |                          |                          |                                                  | |                               |
| "—" biểu thị đĩa đơn không được phát hành hoặc không có mặt trên bảng xếp hạng tại quốc gia này. |      |                          |                          |                          |                          |                          |                          |                          |                          |                          |                          |                                                  | |                               |

### Hợp tác
| Tựa đề                                                                                           | Năm  | Vị trí xếp hạng cao nhất | Vị trí xếp hạng cao nhất | Vị trí xếp hạng cao nhất | Vị trí xếp hạng cao nhất | Vị trí xếp hạng cao nhất | Vị trí xếp hạng cao nhất | Vị trí xếp hạng cao nhất | Vị trí xếp hạng cao nhất | Vị trí xếp hạng cao nhất | Vị trí xếp hạng cao nhất | Chứng nhận                                               | Album                              |
| Tựa đề                                                                                           | Năm  | Mỹ                       | Úc                       | Canada                   | Pháp                     | Ý                        | Nhật Bản                 | Hà Lan                   | New Zealand              | Thụy Điển                | L.H. Anh                 | Chứng nhận                                               | Album                              |
| ------------------------------------------------------------------------------------------------ | ---- | ------------------------ | ------------------------ | ------------------------ | ------------------------ | ------------------------ | ------------------------ | ------------------------ | ------------------------ | ------------------------ | ------------------------ | -------------------------------------------------------- | ---------------------------------- |
| "Popular Song" (Mika hợp tác với Ariana Grande)                                                  | 2012 | 87                       | 71                       | —                        | —                        | —                        | —                        | 92                       | —                        | —                        | 183                      | - Mỹ: Vàng                                               | The Origin of Love and Yours Truly |
| "Adore" (Cashmere Cat hợp tác với Ariana Grande)                                                 | 2015 | 93                       | —                        | —                        | —                        | —                        | —                        | —                        | —                        | —                        | —                        |                                                          | 9                                  |
| "Boys Like You" (Who Is Fancy hợp tác với Meghan Trainor và Ariana Grande)                       | 2015 | —                        | —                        | —                        | —                        | —                        | —                        | 89                       | 26                       | —                        | —                        | - New Zealand: Vàng                                      | Đĩa đơn không album                |
| "Over and Over Again" (Nathan Sykes hợp tác với Ariana Grande)                                   | 2016 | —                        | —                        | —                        | —                        | —                        | —                        | —                        | —                        | —                        | —                        |                                                          | Unfinished Business                |
| "This Is Not a Feminist Song" (Dàn diễn viên Saturday Night Live hợp tác với Ariana Grande)      | 2016 | —                        | —                        | —                        | —                        | —                        | —                        | —                        | —                        | —                        | —                        |                                                          | Đĩa đơn không album                |
| "My Favorite Part" (Mac Miller hợp tác với Ariana Grande)                                        | 2016 | —                        | —                        | —                        | —                        | —                        | —                        | —                        | —                        | —                        | —                        |                                                          | The Divine Feminine                |
| "Faith" (Stevie Wonder hợp tác với Ariana Grande)                                                | 2016 | —                        | —                        | —                        | 102                      | 51                       | 48                       | —                        | —                        | —                        | —                        | - Ý: Vàng                                                | Sing                               |
| "Heatstroke" (Calvin Harris hợp tác với Young Thug, Pharrell Williams và Ariana Grande)          | 2017 | 96                       | 23                       | 53                       | 23                       | 71                       | 71                       | —                        | —                        | 64                       | 25                       | - Úc: Bạch kim - L.H. Anh: Bạc                           | Funk Wav Bounces Vol. 1            |
| "Quit" (Cashmere Cat hợp tác với Ariana Grande)                                                  | 2017 | —                        | 56                       | 100                      | —                        | —                        | —                        | 81                       | —                        | —                        | —                        |                                                          | 9                                  |
| "Dance to This" (Troye Sivan hợp tác với Ariana Grande)                                          | 2018 | —                        | 39                       | 85                       | 98                       | —                        | —                        | —                        | —                        | 98                       | 64                       | - Mỹ: Vàng - Úc: Bạch kim                                | Bloom                              |
| "Bed" (Nicki Minaj hợp tác với Ariana Grande)                                                    | 2018 | 42                       | 17                       | 30                       | 60                       | 91                       | —                        | 64                       | 25                       | 44                       | 20                       | - Mỹ: Vàng - Úc: Vàng - L.H. Anh: Bạc - Canada: Bạch kim | Queen                              |
| "Rule the World" (2 Chainz hợp tác với Ariana Grande)                                            | 2019 | 94                       | —                        | 93                       | —                        | —                        | —                        | —                        | —                        | —                        | —                        |                                                          | Rap or Go to the League            |
| "Good as Hell (Remix)" (Lizzo hợp tác với Ariana Grande)                                         | 2019 | —                        | —                        | —                        | —                        | —                        | —                        | 50                       | 10                       | 29                       | —                        | - New Zealand: Bạch kim                                  | Cuz I Love You                     |
| "Time" (Childish Gambino hợp tác với Ariana Grande)                                              | 2020 | —                        | —                        | —                        | —                        | —                        | —                        | —                        | —                        | —                        | —                        |                                                          | 3.15.20                            |
| "—" biểu thị đĩa đơn không được phát hành hoặc không có mặt trên bảng xếp hạng tại quốc gia này. |      |                          |                          |                          |                          |                          |                          |                          |                          |                          |                          |                                                          |                                    |

### Đĩa đơn quảng bá
| Tựa đề                                                                                           | Năm  | Vị trí xếp hạng cao nhất | Vị trí xếp hạng cao nhất | Vị trí xếp hạng cao nhất | Vị trí xếp hạng cao nhất | Vị trí xếp hạng cao nhất | Vị trí xếp hạng cao nhất | Vị trí xếp hạng cao nhất | Vị trí xếp hạng cao nhất | Vị trí xếp hạng cao nhất | Vị trí xếp hạng cao nhất | Chứng nhận                                | Album                                                |
| Tựa đề                                                                                           | Năm  | Mỹ                       | Úc                       | Canada                   | Đan Mạch                 | Pháp                     | Ý                        | Nhật Bản                 | Hà Lan                   | New Zealand              | L.H. Anh                 | Chứng nhận                                | Album                                                |
| ------------------------------------------------------------------------------------------------ | ---- | ------------------------ | ------------------------ | ------------------------ | ------------------------ | ------------------------ | ------------------------ | ------------------------ | ------------------------ | ------------------------ | ------------------------ | ----------------------------------------- | ---------------------------------------------------- |
| "Almost Is Never Enough" (với Nathan Sykes)                                                      | 2013 | 82                       | —                        | —                        | —                        | —                        | —                        | —                        | —                        | —                        | 49                       |                                           | The Mortal Instruments: City of Bones và Yours Truly |
| "Best Mistake" (hợp tác với Big Sean)                                                            | 2014 | 49                       | 45                       | 39                       | 29                       | 103                      | 99                       | 74                       | 67                       | 29                       | 154                      |                                           | My Everything                                        |
| "Be Alright"                                                                                     | 2016 | 43                       | 52                       | 39                       | —                        | 75                       | 90                       | 67                       | 89                       | —                        | 65                       | - L.H. Anh: Bạc                           | Dangerous Woman                                      |
| "Let Me Love You" (hợp tác với Lil Wayne)                                                        | 2016 | 99                       | 88                       | 73                       | —                        | 164                      | —                        | —                        | —                        | —                        | 180                      | - L.H. Anh: Bạc                           | Dangerous Woman                                      |
| "Arturo Sandoval" (Arturo Sandoval và Pharrell Williams hợp tác với Ariana Grande)               | 2018 | —                        | —                        | —                        | —                        | —                        | —                        | —                        | —                        | —                        | —                        |                                           | Ultimate Duets                                       |
| "The Light Is Coming" (hợp tác với Nicki Minaj)                                                  | 2018 | 89                       | 60                       | 63                       | —                        | 70                       | —                        | —                        | 81                       | —                        | 57                       |                                           | Sweetener                                            |
| "Imagine"                                                                                        | 2018 | 21                       | 15                       | 17                       | —                        | 110                      | 64                       | —                        | 32                       | 16                       | 8                        | - Mỹ: Bạch kim - Úc: Vàng - L.H. Anh: Bạc | Thank U, Next                                        |
| "A Hand for Mrs. Claus" (với Idina Menzel)                                                       | 2019 | —                        | —                        | —                        | —                        | —                        | —                        | —                        | —                        | —                        | —                        |                                           | Christmas: A Season of Love                          |
| "—" biểu thị bài hát không được phát hành hoặc không có mặt trên bảng xếp hạng tại quốc gia này. |      |                          |                          |                          |                          |                          |                          |                          |                          |                          |                          |                                           |                                                      |

## Bài hát xếp hạng khác
| Tựa đề                                                                                           | Năm  | Vị trí xếp hạng cao nhất | Vị trí xếp hạng cao nhất | Vị trí xếp hạng cao nhất | Vị trí xếp hạng cao nhất | Vị trí xếp hạng cao nhất | Vị trí xếp hạng cao nhất | Vị trí xếp hạng cao nhất | Vị trí xếp hạng cao nhất | Vị trí xếp hạng cao nhất | Vị trí xếp hạng cao nhất | Chứng nhận                     | Album                               |
| Tựa đề                                                                                           | Năm  | Mỹ                       | Úc                       | Canada                   | Pháp                     | Hàn Quốc                 | Hà Lan                   | New Zealand              | Bồ Đào Nha               | Thụy Điển                | L.H. Anh                 | Chứng nhận                     | Album                               |
| ------------------------------------------------------------------------------------------------ | ---- | ------------------------ | ------------------------ | ------------------------ | ------------------------ | ------------------------ | ------------------------ | ------------------------ | ------------------------ | ------------------------ | ------------------------ | ------------------------------ | ----------------------------------- |
| "Give It Up" (Dàn diễn viên Victorious hợp tác với Ariana Grande và Elizabeth Gillies)           | 2011 | —                        | —                        | —                        | —                        | —                        | —                        | —                        | —                        | —                        | —                        |                                | Victorious                          |
| "Honeymoon Avenue"                                                                               | 2013 | —                        | —                        | —                        | —                        | —                        | —                        | —                        | —                        | —                        | —                        |                                | Yours Truly                         |
| "Tattooed Heart"                                                                                 | 2013 | —                        | —                        | —                        | —                        | —                        | —                        | —                        | —                        | —                        | —                        |                                | Yours Truly                         |
| "Daydreamin'"                                                                                    | 2013 | —                        | —                        | —                        | —                        | 12                       | —                        | —                        | —                        | —                        | —                        |                                | Yours Truly                         |
| "You'll Never Know"                                                                              | 2013 | —                        | —                        | —                        | —                        | 42                       | —                        | —                        | —                        | —                        | —                        |                                | Yours Truly                         |
| "Break Your Heart Right Back" (hợp tác với Childish Gambino)                                     | 2014 | —                        | —                        | —                        | —                        | —                        | —                        | —                        | —                        | —                        | —                        |                                | My Everything                       |
| "Just a Little Bit of Your Heart"                                                                | 2014 | —                        | 99                       | —                        | —                        | —                        | —                        | —                        | —                        | —                        | 177                      |                                | My Everything                       |
| "My Everything"                                                                                  | 2014 | —                        | —                        | —                        | —                        | 73                       | —                        | —                        | —                        | —                        | —                        |                                | My Everything                       |
| "All My Love" (Major Lazer hợp tác với Ariana Grande)                                            | 2014 | —                        | —                        | —                        | 135                      | —                        | —                        | —                        | —                        | —                        | 194                      |                                | The Hunger Games: Mockingjay, Pt. 1 |
| "Get On Your Knees" (Nicki Minaj hợp tác với Ariana Grande)                                      | 2014 | 88                       | 80                       | 98                       | 181                      | 90                       | —                        | —                        | —                        | —                        | 86                       |                                | The Pinkprint                       |
| "Research" (Big Sean hợp tác với Ariana Grande)                                                  | 2015 | —                        | —                        | —                        | —                        | —                        | —                        | —                        | —                        | —                        | —                        |                                | Dark Sky Paradise                   |
| "All My Love (Remix)" (Major Lazer hợp tác với Ariana Grande và Machel Montano)                  | 2015 | —                        | —                        | 87                       | —                        | —                        | —                        | —                        | —                        | —                        | —                        |                                | Peace Is the Mission                |
| "Wit It This Christmas"                                                                          | 2015 | —                        | —                        | —                        | —                        | —                        | —                        | —                        | —                        | —                        | —                        |                                | Christmas & Chill                   |
| "December"                                                                                       | 2015 | —                        | —                        | —                        | —                        | —                        | —                        | —                        | —                        | —                        | —                        |                                | Christmas & Chill                   |
| "True Love"                                                                                      | 2015 | —                        | —                        | —                        | —                        | 30                       | —                        | —                        | —                        | —                        | —                        |                                | Christmas & Chill                   |
| "Winter Things"                                                                                  | 2015 | —                        | —                        | —                        | —                        | —                        | 40                       | —                        | —                        | —                        | —                        |                                | Christmas & Chill                   |
| "Moonlight"                                                                                      | 2016 | —                        | —                        | —                        | —                        | —                        | —                        | —                        | —                        | —                        | —                        |                                | Dangerous Woman                     |
| "Greedy"                                                                                         | 2016 | —                        | —                        | —                        | 194                      | 18                       | —                        | —                        | 86                       | —                        | 113                      |                                | Dangerous Woman                     |
| "Leave Me Lonely" (hợp tác với Macy Gray)                                                        | 2016 | —                        | —                        | —                        | —                        | —                        | —                        | —                        | —                        | —                        | 143                      |                                | Dangerous Woman                     |
| "Bad Decisions"                                                                                  | 2016 | —                        | —                        | —                        | —                        | —                        | —                        | —                        | —                        | —                        | 180                      |                                | Dangerous Woman                     |
| "Touch It"                                                                                       | 2016 | —                        | —                        | —                        | —                        | —                        | —                        | —                        | —                        | —                        | 176                      |                                | Dangerous Woman                     |
| "Thinking Bout You"                                                                              | 2016 | —                        | —                        | —                        | —                        | —                        | —                        | —                        | —                        | —                        | 183                      |                                | Dangerous Woman                     |
| "Raindrops (An Angel Cried)"                                                                     | 2018 | —                        | 65                       | 96                       | —                        | —                        | —                        | —                        | 54                       | —                        | —                        |                                | Sweetener                           |
| "Blazed" (hợp tác với Pharrell Williams)                                                         | 2018 | —                        | 74                       | —                        | —                        | —                        | —                        | —                        | 80                       | —                        | —                        |                                | Sweetener                           |
| "R.E.M"                                                                                          | 2018 | 72                       | 52                       | 68                       | —                        | —                        | 100                      | —                        | 67                       | —                        | —                        |                                | Sweetener                           |
| "Sweetener"                                                                                      | 2018 | 55                       | 43                       | 44                       | 183                      | —                        | 77                       | 40                       | 57                       | 96                       | 22                       |                                | Sweetener                           |
| "Successful"                                                                                     | 2018 | —                        | 71                       | —                        | —                        | —                        | —                        | —                        | 99                       | —                        | —                        |                                | Sweetener                           |
| "Everytime"                                                                                      | 2018 | 62                       | 36                       | 51                       | —                        | —                        | —                        | —                        | 38                       | —                        | —                        |                                | Sweetener                           |
| "Borderline" (hợp tác với Missy Elliott)                                                         | 2018 | —                        | 83                       | —                        | —                        | —                        | —                        | —                        | —                        | —                        | —                        |                                | Sweetener                           |
| "Better Off"                                                                                     | 2018 | —                        | 68                       | 92                       | —                        | —                        | —                        | —                        | 93                       | —                        | —                        |                                | Sweetener                           |
| "Goodnight n Go"                                                                                 | 2018 | 87                       | 57                       | 67                       | —                        | —                        | —                        | —                        | 76                       | —                        | —                        | - Mỹ: Vàng                     | Sweetener                           |
| "Pete Davidson"                                                                                  | 2018 | 99                       | 58                       | 73                       | —                        | —                        | —                        | —                        | 87                       | —                        | —                        |                                | Sweetener                           |
| "Get Well Soon"                                                                                  | 2018 | —                        | 79                       | —                        | —                        | —                        | —                        | —                        | —                        | —                        | —                        |                                | Sweetener                           |
| "Needy"                                                                                          | 2019 | 14                       | 13                       | 16                       | 100                      | —                        | 41                       | 11                       | 16                       | 43                       | 8                        | - Mỹ: Bạch kim - L.H. Anh: Bạc | Thank U, Next                       |
| "NASA"                                                                                           | 2019 | 17                       | 16                       | 17                       | 128                      | —                        | 46                       | 30                       | 26                       | 51                       | —                        | - Mỹ: Bạch kim                 | Thank U, Next                       |
| "Bloodline"                                                                                      | 2019 | 22                       | 11                       | 18                       | 97                       | —                        | 36                       | 28                       | 18                       | 24                       | —                        |                                | Thank U, Next                       |
| "Fake Smile"                                                                                     | 2019 | 26                       | 22                       | 25                       | 125                      | —                        | 48                       | —                        | 31                       | 54                       | —                        |                                | Thank U, Next                       |
| "Bad Idea"                                                                                       | 2019 | 27                       | 21                       | 22                       | 105                      | —                        | 43                       | —                        | 22                       | 41                       | —                        |                                | Thank U, Next                       |
| "Make Up"                                                                                        | 2019 | 48                       | 41                       | 42                       | 186                      | —                        | 64                       | —                        | 50                       | —                        | —                        |                                | Thank U, Next                       |
| "Ghostin"                                                                                        | 2019 | 25                       | 26                       | 27                       | 151                      | —                        | 58                       | —                        | 36                       | 68                       | —                        |                                | Thank U, Next                       |
| "In My Head"                                                                                     | 2019 | 38                       | 36                       | 34                       | —                        | —                        | 68                       | —                        | 48                       | —                        | —                        |                                | Thank U, Next                       |
| "Bad to You" (với Normani và Nicki Minaj)                                                        | 2019 | —                        | 63                       | 82                       | —                        | —                        | —                        | —                        | —                        | 77                       | 51                       |                                | Charlie's Angels                    |
| "How I Look on You"                                                                              | 2019 | —                        | —                        | —                        | —                        | —                        | —                        | —                        | —                        | —                        | —                        |                                | Charlie's Angels                    |
| "Got Her Own" (với Victoria Monét)                                                               | 2019 | —                        | —                        | —                        | —                        | —                        | —                        | —                        | —                        | —                        | —                        |                                | Charlie's Angels                    |
| "—" biểu thị bài hát không được phát hành hoặc không có mặt trên bảng xếp hạng tại quốc gia này. |      |                          |                          |                          |                          |                          |                          |                          |                          |                          |                          |                                |                                     |

## Khách mời
| Tựa đề                           | Năm  | Nghệ sĩ khác | Album                                     |
| -------------------------------- | ---- | --- | ----------------------------------------- |
| "Take Care"                      | 2012 | Leon Thomas III | Metro Hearts                              |
| "L.A. Boyz"                      | 2012 | Dàn diễn viên Victorious, Victoria Justice | Victorious 3.0                            |
| "Zero to Hero"                   | 2015 | None | We Love Disney                            |
| "What Do You Mean?"              | 2015 | Justin Bieber | Purpose                                   |
| "They Don't Know"                | 2016 | Không có | Trolls                                    |
| "Mama, I'm a Big Girl Now"       | 2016 | Maddie Baillio, Dove Cameron, Harvey Fierstein, Andrea Martin, Kristin Chenoweth và dàn diễn viên Hairspray Live!                                                 | Hairspray Live!                           |
| "Without Love"                   | 2016 | Garrett Clayton, Maddie Baillio, Ephraim Sykes và dàn diễn viên Hairspray Live!                                                                                   | Hairspray Live!                           |
| "You Can't Stop the Beat"        | 2016 | Maddie Baillio, Garrett Clayton, Ephraim Sykes, Harvey Fierstein, Martin Short, Jennifer Hudson, Dove Cameron, Kristin Chenoweth và dàn diễn viên Hairspray Live! | Hairspray Live!                           |
| "Come So Far (Got So Far to Go)" | 2016 | Jennifer Hudson và dàn diễn viên Hairspray Live! | Hairspray Live!                           |
| "Where Is the Love?" (Live)      | 2017 | The Black Eyed Peas | One Love Manchester                       |
| "Better Days" (Live)             | 2017 | Victoria Monét | One Love Manchester                       |
| "Don't Dream It's Over" (Live)   | 2017 | Miley Cyrus | One Love Manchester                       |
| "The Wizard and I" (Live)        | 2019 | Không có | Wicked (15th Anniversary Special Edition) |
| "You Don't Own Me"               | 2019 | Kristin Chenoweth | For the Girls                             |
| "Nobody"                         | 2019 | Chaka Khan | Charlie's Angels                          |

## Video âm nhạc
| Tựa đề                                     | Năm       | Nghệ sĩ khác                      | Đạo diễn                                   | Ref.      |
| Hát chính                                  | Hát chính | Hát chính                         | Hát chính                                  | Hát chính |
| ------------------------------------------ | --------- | --------------------------------- | ------------------------------------------ | --------- |
| "Put Your Hearts Up"                       | 2012      | Không có                          | Meiert Avis Jeremy Alter                   | [ 196 ]   |
| "The Way"                                  | 2013      | Mac Miller                        | Jones Crow                                 | [ 197 ]   |
| "Almost Is Never Enough"                   | 2013      | Nathan Sykes                      | Nev Todorovic                              | [ 198 ]   |
| "Baby I"                                   | 2013      | None                              | Ryan Pallotta                              | [ 199 ]   |
| "Right There"                              | 2013      | Big Sean                          | Nev Todorovic                              | [ 200 ]   |
| "Problem"                                  | 2014      | Iggy Azalea                       | The Young Astronauts                       | [ 201 ]   |
| "Break Free"                               | 2014      | Zedd                              | Chris Marrs Piliero                        | [ 202 ]   |
| "Bang Bang"                                | 2014      | Jessie J và Nicki Minaj           | Hannah Lux Davis                           | [ 203 ]   |
| "Love Me Harder"                           | 2014      | The Weeknd                        | Hannah Lux Davis                           | [ 204 ]   |
| "Santa Tell Me"                            | 2014      | Không có                          | Alfredo Flores Jones Crow                  | [ 205 ]   |
| "One Last Time"                            | 2015      | Không có                          | Max Landis                                 | [ 206 ]   |
| "E Più Ti Penso"                           | 2015      | Andrea Bocelli                    | Gaetano Morbioli                           | [ 207 ]   |
| "Focus"                                    | 2015      | Không có                          | Hannah Lux Davis                           | [ 208 ]   |
| "Dangerous Woman"                          | 2016      | Không có                          | The Young Astronauts                       | [ 209 ]   |
| "Let Me Love You"                          | 2016      | Lil Wayne                         | Grant Singer                               | [ 210 ]   |
| "Into You"                                 | 2016      | Không có                          | Hannah Lux Davis                           | [ 211 ]   |
| "Side to Side"                             | 2016      | Nicki Minaj                       | Hannah Lux Davis                           | [ 212 ]   |
| "Everyday"                                 | 2017      | Future                            | Chris Marrs Piliero                        | [ 213 ]   |
| "Beauty and the Beast"                     | 2017      | John Legend                       | Dave Meyers                                | [ 214 ]   |
| "No Tears Left to Cry"                     | 2018      | Không có                          | Dave Meyers                                | [ 215 ]   |
| "The Light Is Coming"                      | 2018      | Nicki Minaj                       | Dave Meyers                                | [ 216 ]   |
| "God Is a Woman"                           | 2018      | Không có                          | Dave Meyers                                | [ 217 ]   |
| "Breathin"                                 | 2018      | Không có                          | Hannah Lux Davis                           | [ 218 ]   |
| "Thank U, Next"                            | 2018      | Không có                          | Hannah Lux Davis                           | [ 219 ]   |
| "7 Rings"                                  | 2019      | Không có                          | Hannah Lux Davis                           | [ 220 ]   |
| "Break Up with Your Girlfriend, I'm Bored" | 2019      | Không có                          | Hannah Lux Davis                           | [ 221 ]   |
| "Monopoly"                                 | 2019      | Victoria Monét                    | Alfredo Flores Ricky Álvarez               | [ 222 ]   |
| "In My Head"                               | 2019      | Không có                          | Bardia Zeinali                             | [ 223 ]   |
| "Boyfriend"                                | 2019      | Social House                      | Hannah Lux Davis                           | [ 224 ]   |
| "Don't Call Me Angel"                      | 2019      | Miley Cyrus và Lana Del Rey       | Hannah Lux Davis                           | [ 225 ]   |
| "Stuck with U"                             | 2020      | Justin Bieber                     | Alfredo Flores                             | [ 226 ]   |
| "Rain on Me"                               | 2020      | Lady Gaga                         | Robert Rodriguez                           | [ 227 ]   |
| Hợp tác                                    |           |                                   |                                            |           |
| "Popular Song"                             | 2013      | Mika                              | Chris Marrs Piliero                        | [ 228 ]   |
| "Boys Like You"                            | 2015      | Who Is Fancy Meghan Trainor       | Unknown                                    | [ 229 ]   |
| "This Is Not a Feminist Song"              | 2016      | Dàn diễn viên Saturday Night Live | Matt Villines Osmany Rodríguez             | [ 230 ]   |
| "My Favorite Part"                         | 2016      | Mac Miller                        | _p                                         | [ 231 ]   |
| "Faith"                                    | 2016      | Stevie Wonder                     | Alan Bibby                                 | [ 232 ]   |
| "Bed"                                      | 2018      | Nicki Minaj                       | Hype Williams                              | [ 233 ]   |
| "Dance to This"                            | 2018      | Troye Sivan                       | Bardia Zeinali                             | [ 234 ]   |
| "Rule the World"                           | 2019      | 2 Chainz                          | Sebastian Sdaigui                          | [ 235 ]   |
| Vai trò khách mời                          |           |                                   |                                            |           |
| "Freak the Freak Out"                      | 2010      | Victoria Justice                  | Marcus Wagner                              | [ 236 ]   |
| "Beggin' on Your Knees"                    | 2011      | Victoria Justice                  | Marcus Wagner                              | [ 237 ]   |
| "Unfriend You"                             | 2011      | Greyson Chance                    | Marc Klasfeld                              | [ 238 ]   |
| "All I Want Is Everything"                 | 2011      | Victoria Justice                  | Lex Halaby                                 | [ 239 ]   |
| "Make It In America"                       | 2012      | Victoria Justice                  | Anna Mastro                                | [ 240 ]   |
| "Earth"                                    | 2019      | Lil Dicky                         | Nigel Tierney Federico Heller Tony Yacenda | [ 241 ]   |

## Bài hát đồng sáng tác
| Bài hát         | Năm  | Nghệ sĩ                                   | Album               |
| --------------- | ---- | ----------------------------------------- | ------------------- |
| "Motivation"    | 2019 | Normani                                   | Đĩa đơn không album |
| "How It's Done" | 2019 | Kash Doll, Kim Petras, Alma, Stefflon Don | Charlie's Angels    |